# Cordón Caulle
Le Cordón Caulle est un volcan du sud du Chili situé dans les Andes, à proximité d'un autre volcan, le Puyehue, auquel il est parfois rattaché mais dont l'activité est toutefois indépendante.
En 1960, une éruption a lieu à la suite du séisme de Valdivia, le tremblement de terre le plus puissant jamais enregistré. Le 4 juin 2011, le volcan se réveille à nouveau en éjectant un important panache volcanique qui se dirige vers l'est et effectue le tour de la Terre, ce qui entraîne des perturbations dans le trafic aérien de l'hémisphère sud.

## Géographie
Le Cordón Caulle se situe dans le sud du Chili, dans la région des Fleuves, la province de Ranco et la commune de Río Bueno. Le volcan est entouré par la caldeira de Cordillera Nevada et le Lago Ranco au nord-ouest et la ville de Puyehue et le lac éponyme au sud-est.
Culminant à 1 793 mètres d'altitude, le Cordón Caulle est une fissure volcanique orientée nord-ouest-sud-est incluse dans une caldeira de six kilomètres de largeur pour treize kilomètres de longueur, ce qui en fait la plus grande région géothermique de la zone volcanique sud des Andes.
Les éruptions du Cordón Caulle sont généralement explosives, avec un indice d'explosivité volcanique variant de 1 à 3. Des coulées de lave et des nuées ardentes s'échappent parfois de la fissure.

## Histoire
Le Cordón Caulle est entré onze fois en éruption depuis la première observation européenne en 1759.

### Éruption de 1960
Le 24 mai 1960, deux jours après le tremblement de terre de Valdivia, le Cordón Caulle entre en éruption après 26 ans d'inactivité. En un peu plus de deux mois, 200 millions de mètres cubes de lave sont émis sous forme de coulées de lave et 60 millions de mètres cubes de téphras sont éjectés dans l'atmosphère. La région étant quasi déserte, l'éruption n'a ainsi fait aucun dégât ni aucune victime.

### Éruption de 2011

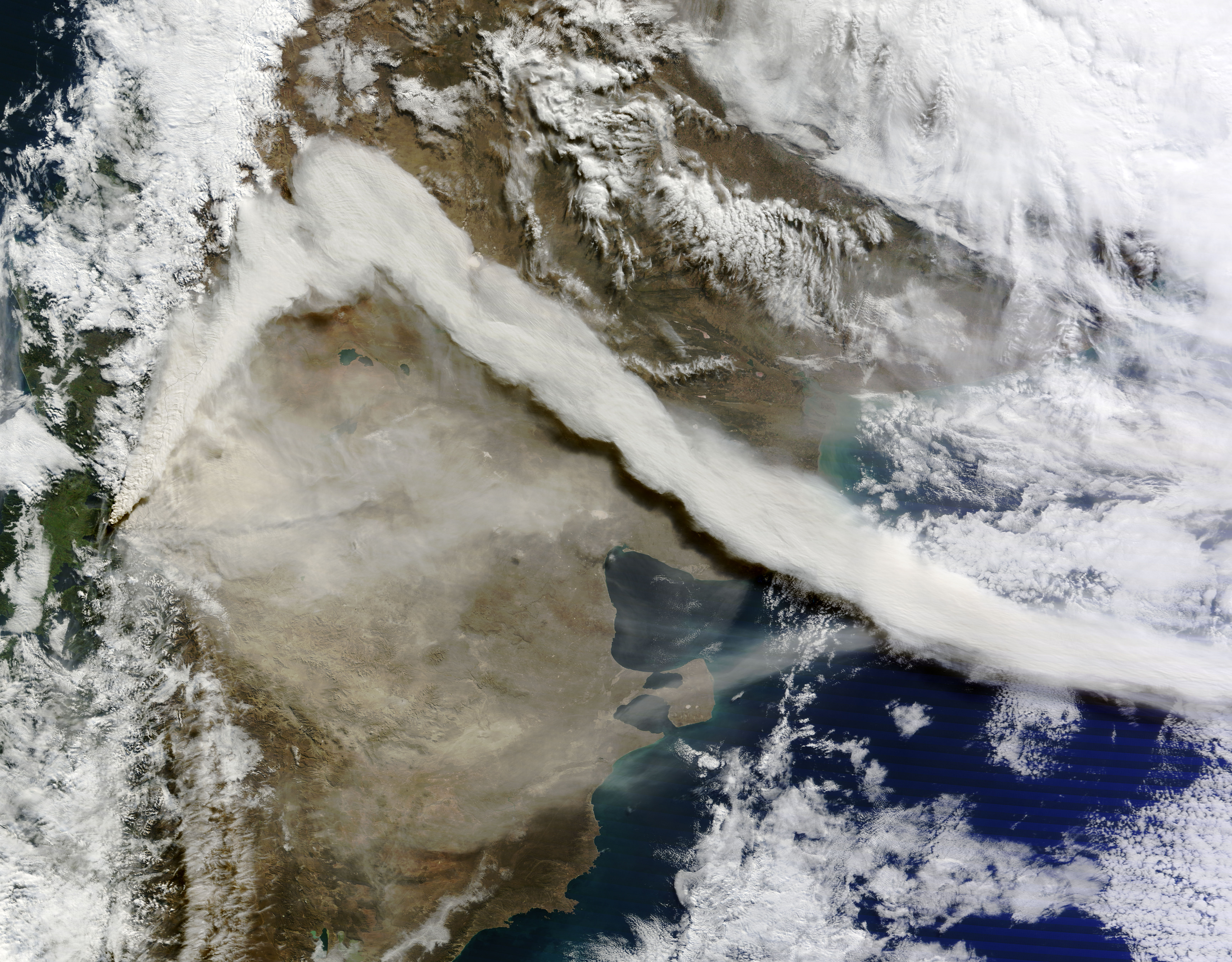
Image satellite du panache volcanique du Cordón Caulle traversant l'Amérique du Sud d'ouest en est le 7 juin 2011.

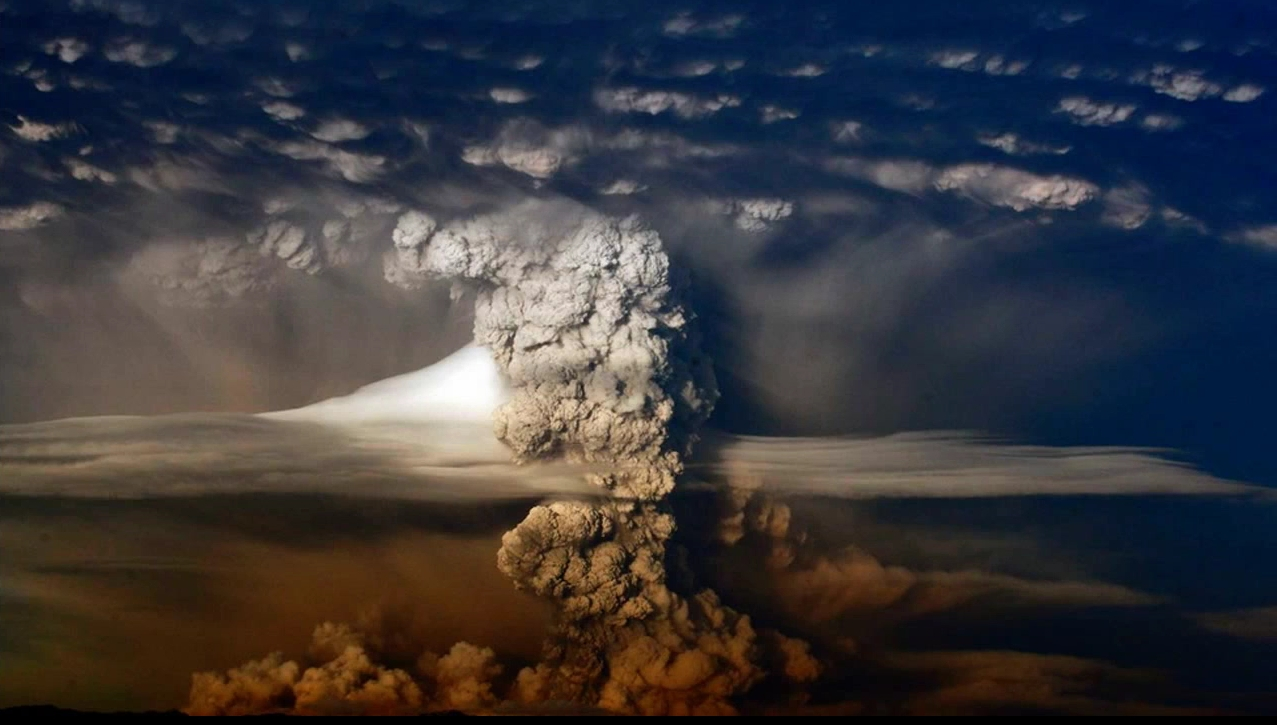
Vue de la colonne éruptive du Cordón Caulle le 9 juin 2011.

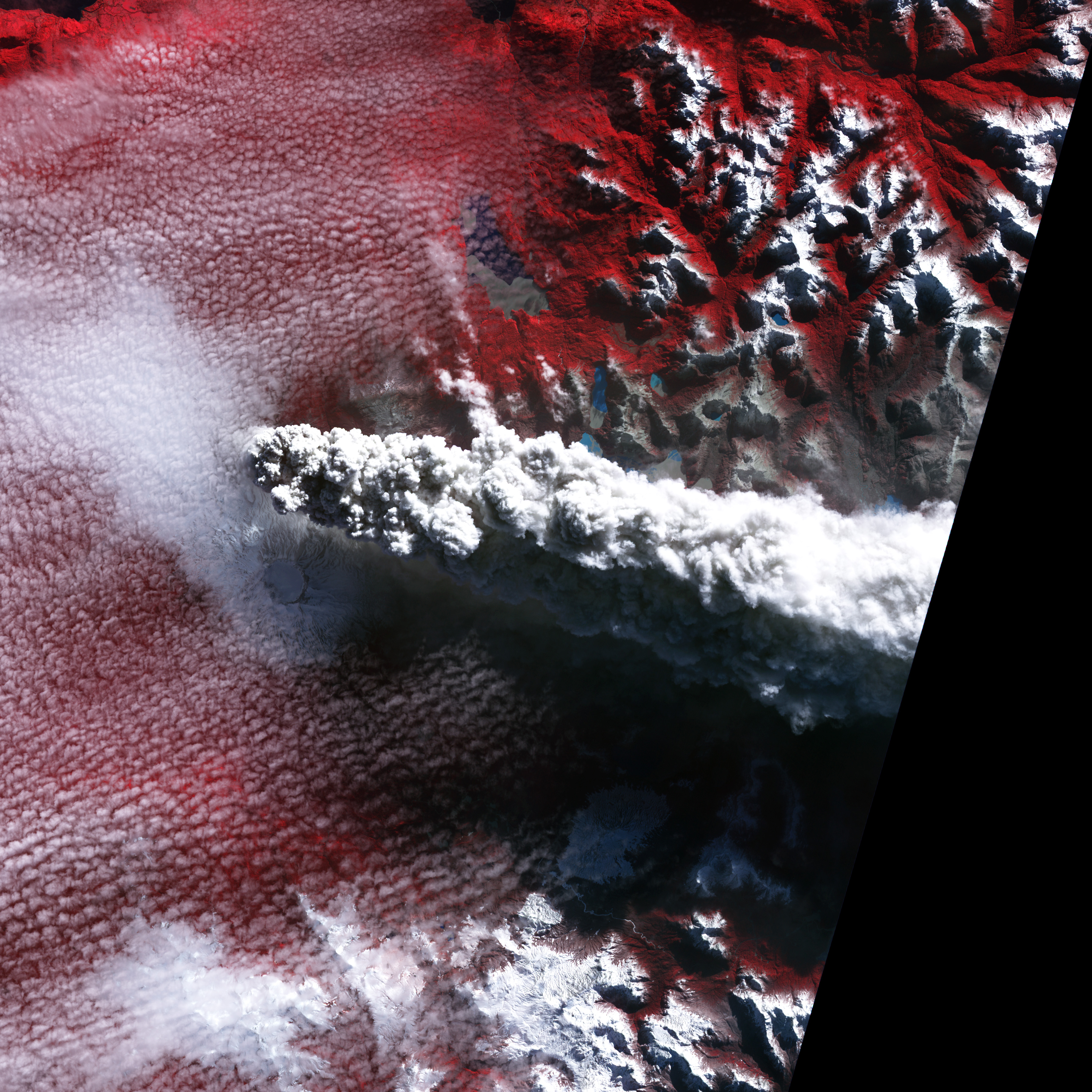
Image satellite en fausses couleurs montrant le panache volcanique s'élevant du Cordón Caulle le 6 juin 2011. Le cratère du Puyehue est visible au sud.

Du 26 au 29 avril 2011, une activité sismique est détectée entre 4 et 6 kilomètres de profondeur sous les volcans Puyehue et Cordón Caulle. Le plus puissant de ces séismes est d'une magnitude de 3,9 mais les autorités ne s'en alarment pas, l'activité fumerollienne du Cordón Caulle restant stable. Un second épisode sismique se produit du 2 juin à 20 h au 3 juin à 19 h 59, durant lequel environ 1 450 secousses sont enregistrées, soit une par minute en moyenne. Les hypocentres de ces séismes se trouvent à une profondeur comprise entre deux et cinq kilomètres, à l'aplomb de la partie sud-est du Cordón Caulle. Un troisième épisode sismique est constaté le 4 juin pendant six heures durant lesquelles les séismes se rapprochent de la surface avec un foyer compris entre un et quatre kilomètres de profondeur, augmentent en fréquence avec une moyenne de 230 par heure et s'intensifient avec une magnitude supérieure à 3 pour une cinquantaine de secousses et supérieure à 4 pour douze d'entre elles. Après un survol du volcan le 3 juin, au cours duquel ils ne constatent aucun changement dans l'aspect du volcan, les volcanologues et les autorités relèvent le niveau d'alerte, à la suite de ces derniers séismes.
Dans la journée, le volcan entre en éruption avec une explosion qui produit des nuées ardentes et projette un panache volcanique jusqu'à près de 13 kilomètres d'altitude. Porté par les vents, principalement en direction de l'est, ce panache provoque des pluies de cendres autour du volcan qui forment une épaisse couche, y compris sur les rivières et les lacs, comme celui de  Nahuel Huapi, mais aussi jusqu'à San Carlos de Bariloche, une ville argentine située à une centaine de kilomètres. Le nuage de cendre progresse rapidement vers l'est, traverse le sud de l'Argentine et atteint l'océan Atlantique. Aux 700 premiers habitants évacués avant l'explosion s'en ajoutent d'autres, jusqu'à atteindre l'effectif de 4 000 personnes. La route empruntant le col Cardinal Antonio Samorè frontalier entre l'Argentine et le Chili et passant à proximité du volcan est fermée et le trafic aérien est perturbé avec la fermeture des aéroports internationaux Teniente Luis Candelaria et Presidente Perón ainsi que l'annulation de quelques vols. Les jours suivants, l'altitude du panache diminue progressivement pour se stabiliser autour de 4,5 kilomètres d'altitude, avec ponctuellement des altitudes plus élevées. La nuit, les deux premiers kilomètres de la colonne éruptive montrent une incandescence. Les importantes chutes de cendre se poursuivent à plusieurs kilomètres du lieu de l'éruption et l'effondrement temporaire du panache volcanique entraîne la formation de nuées ardentes sur les flancs du volcan. Prenant une couleur plus claire car étant moins chargé en cendres, ce nuage volcanique continue sa progression vers l'est. Il traverse ainsi l'océan Atlantique, l'Afrique du Sud, l'océan Indien, et atteint l'Australie et la Nouvelle-Zélande où il provoque des perturbations dans le trafic aérien. Deux semaines après le début de l'éruption, ce nuage de cendre a effectué le tour de la Terre et survole de nouveau le Chili en arrivant par l'ouest.

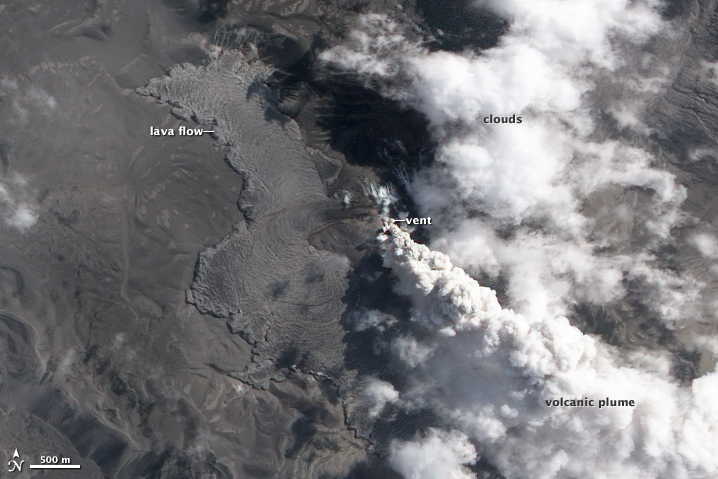
Vue satellite de Cordon Caulle début 2012. On distngue le nouveau cône formé, le panache éruptif et le champ de lave induit par l'éruption de juin 2011.

Le lieu de l'éruption se trouve dans le sud du Cordón Caulle, juste au nord du site de l'éruption de 1960. En plus de la bouche éruptive principale où se produisent les explosions donnant naissance au panache, des panaches de gaz volcaniques et de vapeur d'eau s'échappent le long de la même fissure en deux ou trois endroits. Un survol du volcan le 20 juin met en évidence la formation d'une coulée de lave de 50 mètres de largeur ayant progressé de 200 mètres en direction du nord-ouest et de 100 mètres en direction du nord-est.
À la fin de l'éruption, en avril 2012, la coulée de lave émise par le volcan recouvre environ 16 km2 de terrain d'une couche d'obsidienne de 30 mètres d'épaisseur. Début 2013, bien que l'éruption soit terminée depuis un an, l'épaisse coulée, toujours chaude, continue à s'écouler. Cette longévité de l'écoulement de la lave après la fin de l'éruption provient du fait que le magma émis, majoritairement de la rhyolite, est constitué en grande partie de silice amorphe. On parle d'ailleurs de verre volcanique. Ce matériau ne se solidifie pas instantanément comme pourrait le faire un métal liquide ou une autre matière cristalline[réf. souhaitée] mais passe par une transition vitreuse, où la matière reste molle pendant une certaine durée.
L'explosivité de l'éruption, d'abord d'indice d'explosivité volcanique 3, est revue à la hausse par le Global Volcanism Program qui la fixe à 5.